# Tháng 1 năm 2016
Tháng 1 năm 2016 là tháng đầu tiên của năm 2016,  bắt đầu bằng một ngày thứ sáu và kết thúc sau 31 ngày bằng một ngày chủ nhật.

## Chủ đề:Thời sự
|    | valign="top"     | Thế giới mà chúng ta biết đang thay đổi hàng ngày, hàng giờ. Khác với những bộ bách khoa toàn thư bằng giấy, Wikipedia có thể được cập nhật ngay trong khi một sự kiện đang diễn ra. Và để đưa thế giới đến gần người dùng, Cổng thông tin: Thời sự hay Chủ đề: Thời sự đã được ra đời nhằm cung cấp những sự kiện nổi bật mới xảy ra. Nếu như bạn đang biết một sự kiện chưa kể tại đây, hãy cập nhật ngay cùng Wikipedia nhé! |                  |                  |                  |    |
| << | Tháng 1 năm 2016 | Tháng 1 năm 2016 | Tháng 1 năm 2016 | Tháng 1 năm 2016 | Tháng 1 năm 2016 | >> |
| CN | T2               | T3 | T4               | T5               | T6               | T7 |
|    |                  | |                  |                  | 1                | 2  |
| 3  | 4                | 5 | 6                | 7                | 8                | 9  |
| 10 | 11               | 12 | 13               | 14               | 15               | 16 |
| 17 | 18               | 19 | 20               | 21               | 22               | 23 |
| 24 | 25               | 26 | 27               | 28               | 29               | 30 |
| 31 |                  | |                  |                  |                  |    |

## Sự kiện theo ngày
- 1 tháng 1, 2 kênh quảng bá VTV7 và VTV8 chính thức ra mắt.
- 2 tháng 1, một căn cứ không quân Ấn Độ bị tấn công khủng bố làm 2 binh sĩ thiệt mạng.
- 3 tháng 1, IS đánh bom liều chết tại một căn cứ quân sự ở Iraq làm 15 binh sĩ thiệt mạng.
- 4 tháng 1, trận động đất mạnh 6,8 độ Richter gần biên giới Ấn Độ – Myanmar làm 4 người thương vong.
- 6 tháng 1, CHDCND Triều Tiên tuyên bố thử thành công bom nhiệt hạch.
- 12 tháng 1, IS đánh bom liều chết tại quảng trường ở Istanbul, Thổ Nhĩ Kỳ làm 10 du khách Đức thiệt mạng và nhiều người bị thương.
- 16 tháng 1, khách sạn tại Ouagadougou, Burkina Faso bị khủng bố tấn công làm hàng chục người tử vong.
- 20 tháng 1 – 28 tháng 1, Đại hội Đảng Cộng sản Việt Nam lần thứ 12 diễn ra.

## Mất
- 2 tháng 1: Nimr al-Nimr, giáo sĩ hồi giáo Shia người Ả Rập Xê Út.(sinh 1959)
- 10 tháng 1: David Bowie, ca sĩ, người viết bài hát và là nhà sản xuất người Anh.(sinh 1947)
- 14 tháng 1: Alan Rickman, ca sĩ người Canada.(sinh 1946)
- 14 tháng 1: René Angélil, diễn viên người Anh.(sinh 1942)
- 19 tháng 1: Koide Yasutarou, thợ may, cụ ông cao tuổi nhất thế giới người Nhật Bản.(sinh 1903)
- 24 tháng 1: Marvin Minsky, nhà khoa học nhận thức trong lĩnh vực trí tuệ nhân tạo người Hoa Kỳ.(sinh 1927)
- 26 tháng 1: Abe Vidoga, diễn viên người Hoa Kỳ.(sinh 1921)
- 28 tháng 1: Paul Kantner, nhạc sĩ người Hoa Kỳ.(sinh 1941)
- 29 tháng 1: Jacques Rivette, đạo diễn phim người Pháp.(sinh 1928)
- 31 tháng 1: Terry Wogan, người dẫn chương trình radio người Ireland.(sinh 1938).